# Złote cielę (powieść)
Złote cielę (ros. Золотой телёнок) – rosyjska powieść satyryczna napisana w 1931 przez Ilję Ilfa i Jewgienija Pietrowa. Głównym bohaterem powieści jest Ostap Bender, występujący także w poprzedniej powieści autorów Dwanaście krzeseł.

## Zarys fabuły
Nazwa utworu inspirowana jest przez złotego cielca co w kulturze judejskiej, chrześcijańskiej i islamskiej stało się utożsamieniem hołdu pieniądzom.
Ostap Bender, który w zginął w poprzedniej powieści, cudem "powraca do życia", ale mając bliznę na szyi. Teraz Bender jest doświadczonym fachowcem, który posiada znajomość "czterystu względnie uczciwych sposobów przywłaszczania cudzych pieniędzy".
Tym razem jego celem jest zdobycie fortuny (która jest mu potrzebna do emigracji do Rio de Janeiro) przez szantażowanie szemranego milionera Korejko. W tym celu Bender tworzy międzynarodowy zespół współuczestników (sam Bender podkreślał, że jest synem obywatela tureckiego) składający się z: uczciwego kieszonkowca-pechowca Szury Bałaganowa (Rosjanina), drobnego oszusta w swoim wieku, Michała Panikowskiego (Żyda) oraz szczerego i szlachetnego Polaka (właściciela i kierowcy samochodu "Antylopa-Gnu") Adama Kozlewicza.
Kiedy Bender staje przed wyborem - miłość do Zosi Sinickiej lub milion rubli - wybiera fortunę. Milion ten nie przynosi mu jednak szczęścia w stalinowskim ZSRR i Bender dokonuje nieudanej próby ucieczki przez Dniestr, stanowiący granicę z Rumunią: zostaje bowiem obrabowany przez żołnierzy rumuńskiej straży granicznej i zmuszony przez nich do powrotu do ZSRR. Na zakończenie Bender stwierdza: "Owacje są zbyteczne! Nie udało mi się zostać hrabią Monte Christo. Będę musiał przekwalifikować się na administratora domu!".

## Ekranizacje
Powieść doczekała się trzech ekranizacji: pierwszej w 1968 roku (czarno-biały film), drugiej w 1993 roku, trzeciej w roku 2006 (ośmioodcinkowy serial).